# Panurgus perezi
Panurgus perezi is een vliesvleugelig insect uit de familie Andrenidae. De wetenschappelijke naam van de soort is voor het eerst geldig gepubliceerd in 1882 door Saunders.